# Hemiboea gamosepala
Hemiboea gamosepala är en tvåhjärtbladig växtart som beskrevs av Z.Y. Li. Hemiboea gamosepala ingår i släktet Hemiboea och familjen Gesneriaceae. Inga underarter finns listade i Catalogue of Life.